# 2015-ös párizsi terrortámadás (Bataclan)
2015. november 13-án este terrortámadás-sorozatot követtek el előre megtervezett akció keretében Párizs különböző pontjain géppisztollyal felfegyverkezett terroristák, akik ártatlanokra lövöldöztek, és több robbantást hajtottak végre forgalmas helyeken.
21:16-kor három különálló robbantás és hat lövöldözés történt, közte Párizs északi városrészében, a Stade de France stadionnál elkövetett bombamerénylet. A legtöbb halálos áldozatot a Bataclan színház elleni támadás követelte, ahol a terroristák túszokat ejtettek, majd a kivonuló rendőrséggel tűzharcba keveredtek, ami 00:58-ig tartott. Nyolc támadót megöltek, a többi bűntársat a hatóság nagy erőkkel keresi.

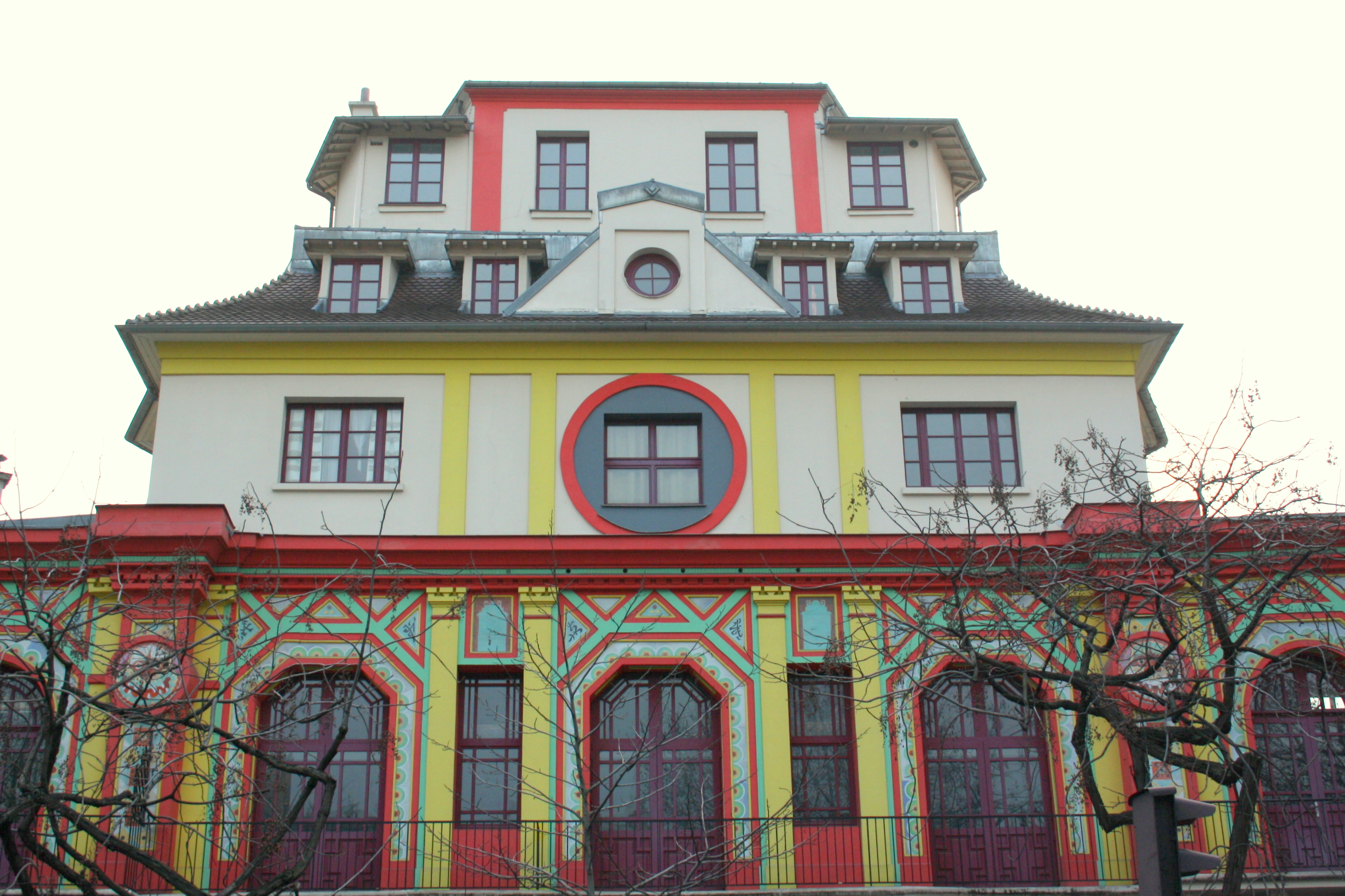
Az egyik helyszín, a párizsi Bataclan színház 2011-ben

A beszámolók szerint legalább 120 embert öltek meg, ebből a legtöbbet, 89-et a Bataclan színházban. Ezen kívül több mint kétszázan sérültek meg a támadás során, közülük nyolcvanan súlyosan.
Válaszként François Hollande elnök 23:58-as televízióbeszédben rendkívüli állapotot hirdetett egész Franciaországra, és ideiglenesen határellenőrzést vezetett be. Ez az első országos kiterjedésű rendkívüli állapot a második világháború óta.

## Történet
2015. november 13-án este Párizsban több helyszínen lövöldözés tört ki a 10., a 11. kerületben és a Stade de France stadionban egy labdarúgó-mérkőzés alatt. Az Euronews tv-csatorna adását megszakítva tájékoztatott a fejleményekről. Az áldozatok száma több tucat, de folyamatosan emelkedik, ahogyan a sebesültek száma is. Egyre valószínűbb – az elkövetés módjára is tekintettel –, hogy az Iszlám Állam által szervezett terrorakciók sorozatáról van szó. A terroristák – az ügyészség szerint nyolcan – AK–47-es gépkarabélyokkal és testükre erősített bombákkal támadtak, a francia rendőrség szerint mindegyikük halott.
- 112 emberrel végeztek a terroristák a XI. kerületi Bataclan koncertteremnél az Eagles of Death Metal koncertjén, túszdráma is kialakult, amely csak éjfélre ért véget.
- További öt helyszínen érte támadás a francia főváros lakóit és a turistákat: a La Belle Équipe kávézóban a rue Charonne-on, a Le Carillon bárnál, a rue de la Fontaine au Roi-nál, illetve a boulevard Voltaire-en is, itt összesen 38 ember vesztette életét.

### Kronológia
- 21:20 A Stade de France-ban a francia-német barátságos mérkőzés közben egy robbanás történt a B bejáratnál. Két holttestet találtak a helyszínen, az egyikük öngyilkos merénylő volt, akin robbanómellény volt. Egy járókelő is megsérült a robbanásban.
- 21:25 A X. kerületben (a rue Bichat-n) közben egy második helyszínen Kalasnyikovokkal megöltek tizenöt embert, sokakat pedig megsebesítettek. Erre a helyszínre egy fekete Seat Leonnal érkeztek a támadók.
- 21:29 Lövések az avenue de la République-on
- 21:30 A második robbanás a Stade de France stadionnál
- 21:32 A XIX. kerületben is lövöldöztek a fekete Seatban érkező támadók. Nagyjából száz lőszerhüvelyt találtak a helyszínen.
- 21:36 A XI. kerületi Rue Charonne-nál újból egy fekete Seatot láttak. Az egyik étterem teraszán ülők közül 19-en meghaltak, 9-en életveszélyes állapotban vannak. Itt is körülbelül száz lőszerhüvelyt találtak.
- 21:40 Egy fekete Volkswagen Polo érkezett a Bataclan koncertteremhez. Három támadó berontott a terembe, lőni kezdtek, és túszul ejtették a bent lévőket. A kommandósok végül megindították a támadásukat.
- 21:43 Robbantás a boulevard Voltaire 253 számnál
- 21:49 Lövések és robbantások a Bataclan színházban
- 21:53 A harmadik robbantás a Stade de France stadionnál
- 22:00 Lövések a boulevard Beaumarchais-n.

Hollande francia elnökön kívül Barack Obama amerikai elnök és David Cameron brit kormányfő is élesen elítélte a történteket. Orbán Viktor őszinte részvétét fejezte ki a párizsi terrortámadásokban elhunyt áldozatok hozzátartozóinak és szolidaritásáról biztosította Franciaországot: „A magyar emberek a franciák mellett állnak ezekben a rendkívüli órákban” – mondta a magyar miniszterelnök.

## Később
François Hollande utasítására a francia titkosszolgálat segítségével 2016–2017 között az amerikai hadsereg célzott dróntámadásokkal egyesével megölte a támadás mind a hét kitervelőjét.

## Fordítás
- Ez a szócikk részben vagy egészben  a(z)   2015 Paris attacks című angol Wikipédia-szócikk ezen változatának fordításán alapul.  Az eredeti cikk szerkesztőit annak laptörténete sorolja fel. Ez a jelzés csupán a megfogalmazás eredetét és a szerzői jogokat jelzi, nem szolgál a cikkben szereplő információk forrásmegjelöléseként.